# Mennyey József
Mennyey József, névváltozatok: Mennyei, Menyei (Kisdovorán, 1823. február 9. – Szombathely, 1889. május 1.) pedagógus, királyi tanácsos, megyei tanfelügyelő.

## Élete
Mennyey János gazdatiszt és Szolcsányi Borbála nemes szülők fia. Mint csecsemő került Nagykörűbe és Fegyvernekpusztára, ahol gyermekéveit töltötte. Apja gyermekévei neveltetése végett elhagyta gazdatiszti szolgálatát és oly városokban telepedett le családjával, ahol alkalmas tanintézetek voltak és csekély birtokához is közelebb lehetett.
Az elemi iskolai tanulmányokat Érsekújvárban, a középiskolát és a teológiai és bölcseleti tanfolyamokat mint piarista (1840 körül lépett a rendbe) Nyitrán elvégezvén, kilépett a rendből. 1848. augusztus 9-én Eötvös József báró miniszter az kinevezte az érsekújvári katolikus képezdébe tanárnak, szeptember 3-án iktatták be. Itt az első cigányiskolát Mennyey szervezte; a város mellett lévő cigányszeren vagy 5-600 cigány lakott, akik állatkereskedéssel foglalkoztak és a mezei munkánál napszámoskodtak; ezek 70-80 gyerekét igyekezett az iskolába terelni. E célból Csernák József plébános néhány verses nadrágot csináltatott és ha a rajkó eljött az iskolába, felhúzta és abban tanult, majd fehér cipóval csábítgatták őket, de ez az iskoláztatás két évnél tovább nem tartott.
1856-ban az érsekújvári tanítóképző megszűnt és Mennyeyt októberben a Kalocsán létesített új képzőhöz helyezték át.
1860-tól 1869-ig mint az intézmény igazgatója működött. Tagja volt az 1868-ban összehívott tankönyv- és taneszköz készíttető állami bizottságnak is.
1869-ben Árva-Turóc vármegyei tanfelügyelő lett és ebben az állásában működött 1879-ig, amikor az 1876. XXVIII. törvénycikk folytán szükségessé vált rendezés folytán Árva-Liptó vármegyébe helyezték át.
Innen ugyanezen minőségben Vas megyébe került. Itt tevékeny részt vett a szombathelyi polgári leányiskola, később az ipartanműhellyel és középkereskedelmi iskolával kapcsolatos polgári fiúiskola és a kőszegi polgári fiú- és leányiskola létesítésében. Tankerületében közel 200 iskola újjáépült vagy bővíttetett és átépíttetett iskolaházat nyert úgy az iskolafenntartó felekezetek, mint az állam áldozatkészségéből. 1888-ban nyugalomba vonult.

## Művei
- Életintelmek. Elmélkedések ifjak és öregek számára. Friedrich Antal után magyarítá. Bécs, 1860.
- Szabadság, tekintély és egyház. Korunk nagy jelentőségű kérdéseinek fejtegetése. B. Ketteler Vilmos Manó német munkája után átdolgozta, Kalocsa, 1863.
- Általános tanítás- és tanodai neveléstan. Útmutatás a néptanodai tanítói hivatal czélszerű betöltésére. A fönnálló «Tanmódisme» (Methodbuch) nyomán. Kidolgozta Hermann Ferencz, magyarra átdolgozta. Pest, 1868.
- Nevelés- és tanítástan egyházi s világi tanemberek és tanügybarátok, néptanodai tanítók és tanítójelöltek használatára legújabb és legjobb német és franczia kútfők után Ohler Károly tankönyve szellemében kidolgozta. Kalocsa, 1866-1867. Három kötet. (2-ik kiadás. Pest, 1869., I. kötet Neveléstan. Tanodaisme. Tanmódisme. 3-ik jav. és bőv. kiadás. Budapest, 1875. A m. kir. egyetem által pályadíjazott munka).

Szerkesztette a Sárközi Árvizkönyvet (Kalocsa, 1862) Ábrahámffy Jánossal és Hang Ferenccel együtt (ebbe Sárköz címmel rapszodikus monográfiát írta Bajnai név alatt).